# Albert von Nettelbladt
Freiherr Wilhelm Christian Justus Albert Josef von Nettelbladt (* 1. März 1812 in Rostock; † 1. Januar 1879 in Jasnitz (Picher)) war ein deutscher Forstbeamter und Chef des Hofjagd-Departments in Mecklenburg-Schwerin.

## Leben
Albert von Nettelbladt entstammte dem freiherrlichen Zweig der ursprünglich Rostocker Familie Nettelbladt und war der älteste Sohn des Oberappellationsgerichtsrats Christian Karl Friedrich Wilhelm von Nettelbladt aus seiner 1805 geschlossenen zweiten Ehe mit Johanna Caroline, geb. von Stein (1784–1812). Rudolf von Nettelbladt war sein Halbbruder.
Er studierte Forstwirtschaft und wurde 1827 Mitglied, später Ehrenmitglied des Corps Vandalia Rostock. Er trat 1833 als Jagdjunker in den Forstdienst des Großherzogtums Mecklenburg-Schwerin. 1851 wurde er Förster in Testorf und erhielt 1857 die Forstinspektion Wittenburg mit Sitz in Jasnitz, nachdem er bereits 1853 zum Forstmeister und 1856 zum Oberforstmeister befördert worden war.
In Jasnitz war er verantwortlich für das riesige großherzogliche Wildgehege von 6.000 Hektar Größe und die darin abgehaltenen Gesellschaftsjagden des Schweriner Hofs, an denen auch Kaiser Wilhelm I. mehrfach teilnahm. Der Wildpark Jasnitz war seit 1876 über einen eigens für Großherzog Friedrich Franz II. (Mecklenburg) von Mecklenburg errichteten Fürstenbahnhof, den Bahnhof Jasnitz, direkt an das Eisenbahnnetz der Berlin-Hamburger Eisenbahn angebunden.
Am 22. Februar 1877 erfolgte seine Beförderung zum Oberjägermeister und Chef des Hofjagd-Departements.
Am 6. Januar 1879 wurde er unter persönlichem Geleit des Großherzogs Friedrich Franz II. (Mecklenburg) und des Herzogs Wilhelm zu Mecklenburg im Familiengrab auf dem Friedhof von Ludwigslust beigesetzt.
Am 29. Juni 1849 hatte er in Parchim Bertha Charlotte Georgine Susanna Luise Sophie geb. Hofmann (1820–1843) geheiratet. Das Paar hatte einen Sohn, Hugo (1841–1876), der ebenfalls Forstbeamter wurde. Dessen Sohn Albert (* 1871 in Zapel) schlug die Offizierslaufbahn ein und war am Ende des Ersten Weltkriegs Oberst.

## Auszeichnungen
- Großkomtur des Hausordens der Wendischen Krone am 20. Februar 1878[4]
- Königlicher Kronen-Orden II. Klasse mit Stern (1870)
- Roter Adlerorden II. Klasse im Januar 1872